# 20 mars 1923
Le mardi 20 mars 1923 est le 79e jour de l'année 1923.

## Naissances
- Jacques Vertan (mort le 2 septembre 2004), acteur français
- Archer Blood (mort le 3 septembre 2004), diplomate américain
- Charles Amand (mort le 9 octobre 2006), industriel normand
- Marc Saporta (mort le 8 juin 2009), écrivain français
- Ralph Giordano (mort le 10 décembre 2014), journaliste, écrivain
- Jean Lanfranchi (mort le 5 décembre 2017), footballeur français

## Décès
- Joseph Bilczewski (né le 26 avril 1860), archevêque catholique romain

## Autres événements
- Création de la marque de whisky Cutty Sark
- Création de la force aérienne salvadorienne
- Sun Chuanfang devient le gouverneur militaire du Fujian